# Containment
Containment (inddæmning) er navnet på den politik, som USA førte i starten af Den kolde krig. Politikken var en forløber for dominoteorien og var formuleret af George F. Kennan. Ud fra princippet om, at isolation fører til stagnation, ønskede man fra amerikansk side at isolere Sovjetunionen og dens satellit-stater økonomisk og politisk.
Kennan formulerede først politikken i sit lange telegram fra 1946 og senere offentliggjorde han det under pseudonymet Mr. X. (den såkaldte X-artikel i Foreign Affairs).
Politikken medførte, at præsident Harry S. Truman i 1947 fremsatte Truman-doktrinen, og således førte den til amerikanernes engagement både i Koreakrigen og i Vietnamkrigen. Efter fiaskoen i Vietnam proklamerede Kennan, at hans ideer fra det lange telegram og X-artiklen var blevet misforstået, og at han aldrig havde anbefalet militær indgriben, men derimod økonomisk støtte.
Containment-politikken blev i slutningen af 60'erne erstattet af détente-politikken.

## Inddæmningspolitikken
I marts 1946 besatte sovjetiske tropper det nordlige Iran. USA protesterede officielt gennem FN, og Sovjetunionen reagerede ved at trække tropperne tilbage. Episoden var medvirkende årsag til, at lederen af en ny planlægningsstab i det amerikanske udenrigsministerium, George F. Kennan, forfattede ”Det lange telegram”, hvori han beskrev den sovjetiske trussel som en langsigtet strategi, der omfattede gennemførelsen af marxismen – leninismens ideologiske mål. Telegrammet er blevet tolket som inspirationen til Trumandoktrinen. Denne tolkning tilbageviser de klassiske realisters opfattelse, at Trumandoktrinens ideologiske manifestationer var en taktisk manøvre, der skulle sikre, at det republikanske flertal i kongressen godkendte bevillingerne til Grækenland og Tyrkiet. Kennan har senere selv betegnet inddæmningspolitikken som en idealistisk inspireret politik snarere end en støtte til Grækenland og Tyrkiet. Konsekvensen var imidlertid, at USA påtog sig at støtte lande som Grækenland og Tyrkiet økonomisk og militært for at undgå kommunistisk indflydelse og på længere sigt en sovjetisk kontrol. I Frankrig og Italien forsøgte man ligeledes at holde de kommunistiske partier udenfor regeringsindflydelse. Marshallplanen var den økonomiske udmøntning af denne strategi, som skulle sikre stabilitet og vækst. Kennan anså selv Marshallhjælpen for den vigtigste del af ”containment” og har bl.a. vurderet, at ”..in 1946 the military aspect of our relationship to the Sovjet Union hardly seemed to come into question at all”.
Kennan forklarede i en artikel i tidsskriftet ”Foreign affairs” i juli 1947, som byggede på "Det lange telegram" at Sovjetunionen fortrinsvis virkede tiltrækkende på lande uden for dens politiske indflydelsessfære og at hovedindholdet i den amerikanske politik overfor Sovjetunionen derfor skulle være en ”…langsigtet, tålmodig, fast og årvågen inddæmning af unionens eventuelle fremtidige ekspansion. På lang sigt kunne USA så fremme en opløsning eller en gradvis nedbrydning af Sovjetunionens magt.”
Inddæmningspolitikkens midler var indtil 1949 primært økonomisk bistand til genopbygning af de nedslidte økonomier i Europa. Imidlertid satte den Kinesiske revolution i 1949 Asienpolitikken øverst på dagsordenen. USA støttede ganske vist Jiangs eksil-regering i Taiwan samt modrevolutionære kræfter i Kina, men undgik samtidig at involvere sig aktivt i disse kræfters kamp mod Maos styre, ligesom man undlod at kræve en genindsættelse af den fordrevne regering. Stalin tolkede USA's reaktion som en mulighed for at etablere en ”anden front” i Østasien; denne skulle oprettes via stedfortrædere, hvilket ville minimere risikoen for USSR. Med denne strategi kunne
Stalin udbygge den kommunistiske fremdrift, som Maos sejr det foregående år havde igangsat. Kommunistisk sejr i Østasien ville kompensere for de europæiske tilbageslag og fungere som modvægt til USA´s mere og mere åbenlyse forsøg på at indlemme Japan i sit alliancesystem efter krigen.
USA´s reaktion herpå blev, at vægten mellem økonomiske, politiske og militære midler gradvis ændredes til fordel for de militære midler. Kennan ønskede selv at fastholde hovedvægten på de økonomiske midler som i fx Marshallplanen, men hans synspunkt blev fortrængt af både politikere og diplomater, der ønskede at bruge militære midler i form af NATO. Koreakrigens udbrud i juni 1950 udløste en kraftig styrkelse af den militære vægtning.

## Koreakrigen

### Korea efter Anden Verdenskrig
Siden 1910 havde Korea været en del af det Japanske kejserdømme som i sommeren 1945 brød sammen. Efter Anden Verdenskrig kom Korea under fælles besættelse af sovjetiske og amerikanske styrker, Sovjet besatte den nordlige del og USA den sydlige del. Moskva og Washington blev uden større vanskeligheder enige om, at den 38. breddegrad, skulle fungere som demarkationslinje, indtil der kunne etableres en samlet koreansk regering, og besættelsesstyrkerne efterfølgende skulle trækkes ud. Tilbagetrækningen af styrkerne fandt sted i 1948-49, men der var ingen enighed om, hvem der skulle lede landet og efter et FN-godkendt valg, fik den amerikanskstøttede Republik Korea kontrollen med den sydlige del, og uden valg fik den sovjetiskdominerede Demokratiske Republik Korea magten i den nordlige del af landet.

### FN-missionen
FN´s inddragelse i Korea-krigen: Lørdag den 24. juni 1950 fik den amerikanske præsident Harry S. Truman besked om, at det sovjetisk støttede Nordkorea havde angrebet det pro-vestlige Sydkorea. Dette blev af den amerikanske præsident opfattet som den frie verdens styrkeprøve mod den aggressive og ekspanderende kommunisme. Truman rettede derefter henvendelse til FN om at indkalde sikkerhedsrådet, og den 25. juni 1950, 12 timer senere, var rådet samlet.
Den 25. juni 1950 vedtog FN's sikkerhedsråd den første Korea-resolution; USA sendte sin 7. flåde til Formosa-strædet. Resolutionen gjorde Nordkorea ansvarlig for krigens udbrud, opfordrede til krigens ophør og til at nordkoreanerne trak deres styrker ud af Sydkorea. Samtidig blev FN´s medlemslande opfordret til at føre resolutionerne ud i livet og til ikke at hjælpe Nordkorea.
Den 27. juni 1950 vedtog FN´s sikkerhedsråd den anden Korea-resolution, denne resolution opfordrede til direkte militær deltagelse.
I alt 16 FN-lande sendte soldater til krigen, det lykkedes FN-styrkerne på bare to uger at vende krigens gang og trænge de nordkoreanske styrker tilbage til omkring den 38. breddegrad. Det militære mål for FN var nået.
Den 7. oktober 1950 vedtog FN´s generalforsamling, at alle nødvendige skridt skulle tages for at sikre stabile forhold i Korea, herunder oprettelsen af et forenet, uafhængigt og demokratisk styre.
Mange havde håbet, at FN i efterkrigstiden ville være et aktivt fredsskabende organ, der kunne forhindre internationale konflikter. Men Korea-krigen var det første eksempel på, at FN involverede sig så voldsomt i en international konflikt. USA brugte FN til at legitimere sin inddæmningspolitik, for USA havde forud for krigen ingen aftale med Sydkorea om hjælp i tilfælde af krig.

## Inddæmningspolitikkens konsekvenser
Oprindelig var inddæmningspolitikken formuleret med henblik på Europa, men blev også i 1950´erne og 1960´erne brugt til at inddæmme Kina. Efter Den kolde krigs afslutnings kan det diskuteres, om det var de økonomiske og politiske midler eller de militære, der viste sig mest virkningsfulde.
Den umiddelbare konsekvens var, at USA undervurderede Sovjetunionens interesser i Kina. Da Truman-administrationen valgte at engagere sig i Koreakrigen, var muligheden for at påvirke udviklingen i Kina forpasset, hvilket både affødte kritik i samtiden, hvor Truman mistede flertallet bag sin udenrigspolitik i kongressen, og i historikernes post festum vurderinger.